# 南村万博站
南村万博站是广州地铁7号线和18号线的一个换乘车站，位于中國廣東省廣州市番禺区汉溪大道番禺大道口之間的地底。车站于2016年12月28日随7号线首期开通而啟用，2021年9月28日随18号线首期开通而成为换乘车站。

## 车站结构
南村万博站目前分为两个站体：位于汉溪大道的7号线车站、以及位于番禺大道的18号线车站。两线车站通过换乘通道连接。车站周边为汉溪大道、萬博一路、萬博二路、番禺大道，广晟万博城、广州番禺万达广场、番禺天河城以及萬博商務區內其它建築。

### 7号线楼层
7号线车站共设有三层，地下一层为地下商业中心；地下二层为站厅，并与换乘通道相连；地下三层为7号线站台。
| 地下一层 |                                                | 地下商业中心                                                        |  |  |
| 地下二层 | 7号线站廳                                      | 售票機、客服中心、商店、警务室、安检设施 经上层換乘通道前往 █18号线 |  |  |
| 地下三层 | 2 站台                                         | █7号线 美的大道方向（下站：汉溪长隆）                               |  |  |
|          | 岛式站台（卫生间）；经下层換乘通道前往 █18号线 |                                                                     |  |  |
|          | 1 站台                                         | █7号线 燕山方向（下站：员岗）                                       |  |  |

### 18号线楼层
18号线车站共设有五层，其中换乘通道位于地下一层至三层之间，靠近7号线车站位置另分为上层和下层换乘通道；地下二层的换乘通道另设有F出入口专用站厅；地下三层为18号线主站厅；地下四层为缓冲平台及设备区；地下五层为18号线站台。
| 地下一层 | 上层換乘通道               | 前往 █7号线 站厅                                                 |  |  |
|          |                            |                                                                  |  |  |
|          | F出入口夹层                | 來往F出入口與专用站厅                                            |  |  |
| 地下二层 | 換乘通道                   | 前往 █7号线                                                      |  |  |
|          | F出入口站厅                | 售票機、客服中心、安检设施                                       |  |  |
|          |                            |                                                                  |  |  |
|          | 出入口夹层                 | 來往站廳與C/D/E/G出入口                                          |  |  |
| 地下三层 | 下层換乘通道               | 前往 █7号线 站台                                                 |  |  |
|          |                            |                                                                  |  |  |
|          | 18号线站廳                 | 售票機、客服中心、警务室、安检设施 通往地上二层换乘通道及F出入口 |  |  |
| 地下四层 | 緩衝平台                   | 來往站廳和月台                                                   |  |  |
|          | 设备区                     | 车站设备                                                         |  |  |
| 地下五层 |                            | █18号线 越行路軌                                                 |  |  |
|          | 3 站台                     | █18号线 冼村方向（下站：沙溪 / 快车：磨碟沙）                    |  |  |
|          | 岛式站台（卫生间、母婴室） |                                                                  |  |  |
|          | 4 站台                     | █18号线 万顷沙方向（下站：番禺广场）                             |  |  |
|          |                            | █18号线 越行路軌                                                 |  |  |

### 站厅
南村万博站设有三个站厅，分别为7号线、18号线以及F出入口专用的站厅，其中7号线站厅、F出入口站厅位于地下二層，18号线站厅位于地下三層，三个站厅在非付费区之间不连通。三个站厅均设有售票机及智能客服中心等设施，两个主站厅还设有自动体外去颤器及便利店、小吃店、自动售卖机、自动照相机等商业设施。
为方便乘客进出及换乘需要，7号线站厅北侧和18号线站厅中央南侧被划为付费区。7号线站厅付费区内设有多组扶手电梯、1台专用电梯以及1組楼梯连接7号线站台。18号线站厅付费区内设有多组扶手电梯、专用电梯以及楼梯连接18号线站台，其中南侧往站厅的扶手电梯因连接缓冲平台需分为两段连接。
本站作為7號線首期三個文化站之一，7号线站廳層設有以「雅·筑」為主題的文化藝術牆，主要內容为南村镇历史悠久的建筑，以及各种古式家具，体现了岭南水乡中的建筑文化。

### 换乘
兩線通過地下二层的付费区通道換乘，由于7號線车站与18號線車站相距较远，因此通道内设有4条自动人行道。而通道两端设有多条扶手电梯及楼梯，连接两线的各自站厅和站台。
受车站设计所限，从7号线站厅或者从18号线站台前往换乘通道时，均需要乘搭扶梯至另一楼层后再换乘另一部扶梯以到达相关位置。在18号线车站启用初期，因地下一层的商业中心及其换乘通道仍在施工，从7号线车站前往18号线车站均需要绕经7号线站台，至西端的换乘通道口前往18号线车站。随着地下一层的商业中心（万博星光里）于2025年3月15日开业，该层的换乘通道亦于3月31日启用，意味着7号线前往18号线也可通过此通道进行换乘。
- 换乘通道（地下二层）
- 地下二层换乘通道东端，分别通往地下一层换乘通道及地下三层的7号线站台
- 换乘通道（地下一层）
- 位于7号线站台西端的换乘口

### 月台
本站7号线和18号线各自设有一个岛式月台，7号线站台位于汉溪大道东萬博一路口和萬博二路口之間的地底，18号线站台位于番禺大道东侧的地底，其中7号线在上层，18号线在下层。
本站的卫生间设于7号线站台东端以及18号线站台北端，而18号线站台卫生间旁同时设有母婴室。
另外，本站作為18號線的快慢車越行站，因此設有四條路軌，內側兩條路軌供慢車停靠使用，並設有島式月台供乘客上下車；外側兩條路軌則專供快車使用，在本站越過慢車，沒有設置任何上下車設施。同時內側和外側路軌之間以牆壁分隔，屆時乘客在月台上並不會看見快車越過本站的情景，直到2024年9月28日起快车开始停靠本站，自此18号线所有列车均停靠本站内侧月台，外側路軌則只會在列车不载客出入库而越过本站等特殊情况下才會使用。

### 出入口
南村万博站目前设有8个出入口供乘客进出，分别分布于7号线站厅、18号线站厅及其换乘通道。
在7号线开通本站时共设有A、B出入口，后来在站厅南侧設有两个無編號出入口連通番禺天河城。18号线车站启用后，本站新增C、D、E1、E2、G出入口，而位于两线换乘通道的F出入口直到2025年4月28日才正式启用。此外，来往7号线和18号线的地下一层换乘通道在2025年3月31日启用后，另设有单向出口前往万博星光里地下商场，7號線站廳東北角亦增設通往該商場的出入口。
|                                           |                                                       |      |            |                                                                           |
|                                           |                                                       |      |            |                                                                           |
| 编号                                      | 设施                                                  | 照片 | 出口指示   | 建议前往的目的地                                                          |
| 7号线站厅                                 |                                                       |      |            |                                                                           |
| A                                         | 盲道标志 · 扶手电梯标志                               |      | 漢溪大道東 | 万博一路、番禺天河城、万博星光里商业街、番禺敏捷广场                      |
| B                                         | 盲道标志 · 升降机标志 · 无障碍通道标志 · 扶手电梯标志 |      | 漢溪大道東 | 万博二路、万博星光里商业街、四海城 公交：地铁南村万博站                   |
| 18号线站厅                                |                                                       |      |            |                                                                           |
| C                                         | 盲道标志 · 扶手电梯标志                               |      | 汉溪大道东 | 万博一路                                                                  |
| D                                         | 盲道标志 · 扶手电梯标志                               |      | 番禺大道北 | 天河城奥莱万博店 公交：南大路口站（北行）                                 |
| E1                                        | 扶手电梯标志                                          |      | 汉溪大道东 | 番禺大道北 公交：万博中心站（南行）、锦绣香江站（西行）                   |
| E2                                        | 扶手电梯标志                                          |      | 汉溪大道东 | 番禺大道北 公交：地铁南村万博站（番禺大道）站（南行）、锦绣香江站（东行） |
| G                                         | 无障碍通道标志 · 升降机标志 · 扶手电梯标志            |      | 番禺大道北 | 公交：万博中心站（北行）                                                  |
| 换乘通道                                  |                                                       |      |            |                                                                           |
| F                                         | 扶手电梯标志                                          |      | 番禺大道北 | 汉溪大道东 公交：地铁南村万博站（番禺大道）站（北行）                     |
| 註： 設有 \| 設有 \| 設有 \| 設有扶手電梯 |                                                       |      |            |                                                                           |

## 接驳交通
南村万博站附近的番禺大道北设有万博中心公交车站，在汉溪大道东设有地铁南村万博站公交车站等，可供乘客前往番禺区周边各地。
| 公交线路 \| 编号 \| 编号 \| 线路 \| 线路 \| 线路 \| 收费 \| 运营商 \| 备注 \| \| ---------- \| ----------------- \| ------------------------ \| ---------- \| ------------------------ \| ----- \| -------- \| -------------------------------------------- \| \| \| 129 \| 南國奧林匹克花園 \| ⇆ \| 錦城花園（东风东） \| 3元 \| 一汽三分 \| \| \| \| 302 \| 番禺市桥汽车站 \| ⇆ \| 广州火车东站 \| 3–4元 \| 番广客运 \| \| \| \| 303 \| 番禺市桥汽车站 \| ⇆ \| 太古仓路 \| 3元 \| 番广客运 \| \| \| \| 303A \| 广州南站 \| ⇆ \| 琶洲塔公交总站 \| 3元 \| 番广客运 \| 40分/班 \| \| \| 987 \| 天安科技园 \| ⇆ \| 沥滘 \| 3元 \| 番广客运 \| \| \| \| 夜88 \| 市桥汽车站 \| ⇆ \| 广州火车站（草暖公园） \| 4元 \| 番广客运 \| 301A路附属线路 \| \| \| 夜102 \| 广州南站 \| ⇆ \| 东山 \| 4元 \| 番广客运 \| 303A路附属线路 \| \| \| 番30旅游专线 \| 奥园广场 \| ⇆ \| 余荫山房 \| 2元 \| 番禺公汽 \| \| \| \| 番58 \| 地铁厦滘站 \| ⇆ \| 华南新城临时公交总站 \| 2元 \| 番广客运 \| 30–70分/班 \| \| \| 番7 \| 沙湾 \| ⇆ \| 蔡三村（星力动漫产业园） \| 2元 \| 番禺公汽 \| 经沙湾东村 30–40分/班 \| \| \| 番75 \| 广州雅居乐北苑公交首末站 \| ⇆ \| 时代广汽动力电池临时总站 \| 2–3元 \| 番广客运 \| 90分/班 \| \| \| 番89 \| 奥园城市天地 \| ⇆ \| 新水坑 \| 2元 \| 番广客运 \| 原 番75B 60分/班 \| \| \| 番86高峰短线 \| 富豪山庄 \| ↺ \| 地铁汉溪长隆站 \| 2元 \| 番广客运 \| \| \| \| 番88 \| 华工国际校区公交总站 \| ⇆ \| 奥园城市天地 \| 2元 \| 番广客运 \| 30–90分/班 \| \| \| 番145 \| 番禺市桥汽车站 \| ⇆ \| 石壁小学 \| 2–3元 \| 创大公交 \| 20–40分/班 \| \| \| 番146 \| 番禺中心医院 \| ⇆ \| 洛溪新城 \| 2–3元 \| 创大公交 \| 经何贤医院（清河东路）、冼庄立交、地铁洛溪站 \| \| \| 番163A \| 奥园城市天地 \| ⇆ \| 万达广场 \| 2元 \| 创大公交 \| \| \| \| 番186 \| 地铁南浦站 \| 全程 ⇆ \| 华工国际校区公交总站 \| 2元 \| 一汽三分 \| \| \| 南村汽车站 \| 番186 \| 短线 ⇆ \| 地铁洛溪站 \| \| 2元 \| 一汽三分 \| \| \| \| 番190 \| 地铁大石站 \| ↺ \| 万博中心 \| 2元 \| 一汽三分 \| \| \| \| 310 \| 番禺健力宝 \| ⇆ \| 南浦岛（锦绣半岛） \| 2–3元 \| 番广客运 \| 30分/班 \| \| \| 公交地铁接驳专线9 \| 奥园城市天地 \| ⇆ \| 广州雅居乐北苑公交首末站 \| 2元 \| 番广客运 \| 经梅山村 \| |                   |                          |            |                          |       |          |                                              |
| 编号 | 编号              | 线路                     | 线路       | 线路                     | 收费  | 运营商   | 备注                                         |
| | 129               | 南國奧林匹克花園         | ⇆          | 錦城花園（东风东）       | 3元   | 一汽三分 |                                              |
| | 302               | 番禺市桥汽车站           | ⇆          | 广州火车东站             | 3–4元 | 番广客运 |                                              |
| | 303               | 番禺市桥汽车站           | ⇆          | 太古仓路                 | 3元   | 番广客运 |                                              |
| | 303A              | 广州南站                 | ⇆          | 琶洲塔公交总站           | 3元   | 番广客运 | 40分/班                                      |
| | 987               | 天安科技园               | ⇆          | 沥滘                     | 3元   | 番广客运 |                                              |
| | 夜88              | 市桥汽车站               | ⇆          | 广州火车站（草暖公园）   | 4元   | 番广客运 | 301A路附属线路                               |
| | 夜102             | 广州南站                 | ⇆          | 东山                     | 4元   | 番广客运 | 303A路附属线路                               |
| | 番30旅游专线      | 奥园广场                 | ⇆          | 余荫山房                 | 2元   | 番禺公汽 |                                              |
| | 番58              | 地铁厦滘站               | ⇆          | 华南新城临时公交总站     | 2元   | 番广客运 | 30–70分/班                                   |
| | 番7               | 沙湾                     | ⇆          | 蔡三村（星力动漫产业园） | 2元   | 番禺公汽 | 经沙湾东村 30–40分/班                        |
| | 番75              | 广州雅居乐北苑公交首末站 | ⇆          | 时代广汽动力电池临时总站 | 2–3元 | 番广客运 | 90分/班                                      |
| | 番89              | 奥园城市天地             | ⇆          | 新水坑                   | 2元   | 番广客运 | 原 番75B 60分/班                             |
| | 番86高峰短线      | 富豪山庄                 | ↺          | 地铁汉溪长隆站           | 2元   | 番广客运 |                                              |
| | 番88              | 华工国际校区公交总站     | ⇆          | 奥园城市天地             | 2元   | 番广客运 | 30–90分/班                                   |
| | 番145             | 番禺市桥汽车站           | ⇆          | 石壁小学                 | 2–3元 | 创大公交 | 20–40分/班                                   |
| | 番146             | 番禺中心医院             | ⇆          | 洛溪新城                 | 2–3元 | 创大公交 | 经何贤医院（清河东路）、冼庄立交、地铁洛溪站 |
| | 番163A            | 奥园城市天地             | ⇆          | 万达广场                 | 2元   | 创大公交 |                                              |
| | 番186             | 地铁南浦站               | 全程 ⇆     | 华工国际校区公交总站     | 2元   | 一汽三分 |                                              |
| 南村汽车站 | 番186             | 短线 ⇆                   | 地铁洛溪站 |                          | 2元   | 一汽三分 |                                              |
| | 番190             | 地铁大石站               | ↺          | 万博中心                 | 2元   | 一汽三分 |                                              |
| | 310               | 番禺健力宝               | ⇆          | 南浦岛（锦绣半岛）       | 2–3元 | 番广客运 | 30分/班                                      |
| | 公交地铁接驳专线9 | 奥园城市天地             | ⇆          | 广州雅居乐北苑公交首末站 | 2元   | 番广客运 | 经梅山村                                     |

## 利用狀況
南村万博站位處番禺區重點發展的萬博商務區，現時區內只有萬博中心和萬達廣場開幕，車站上蓋建築和地下商業空間仍在施工。因此現時車站出入閘客流以前往上述兩個商業點的乘客為主，亦有部分乘客在本站接駁公共汽車前往南村鎮內各地。未來當萬博商務區內的設施均建成開幕後，本站預計將會出現可觀的人流，成為繁忙的車站。

## 历史

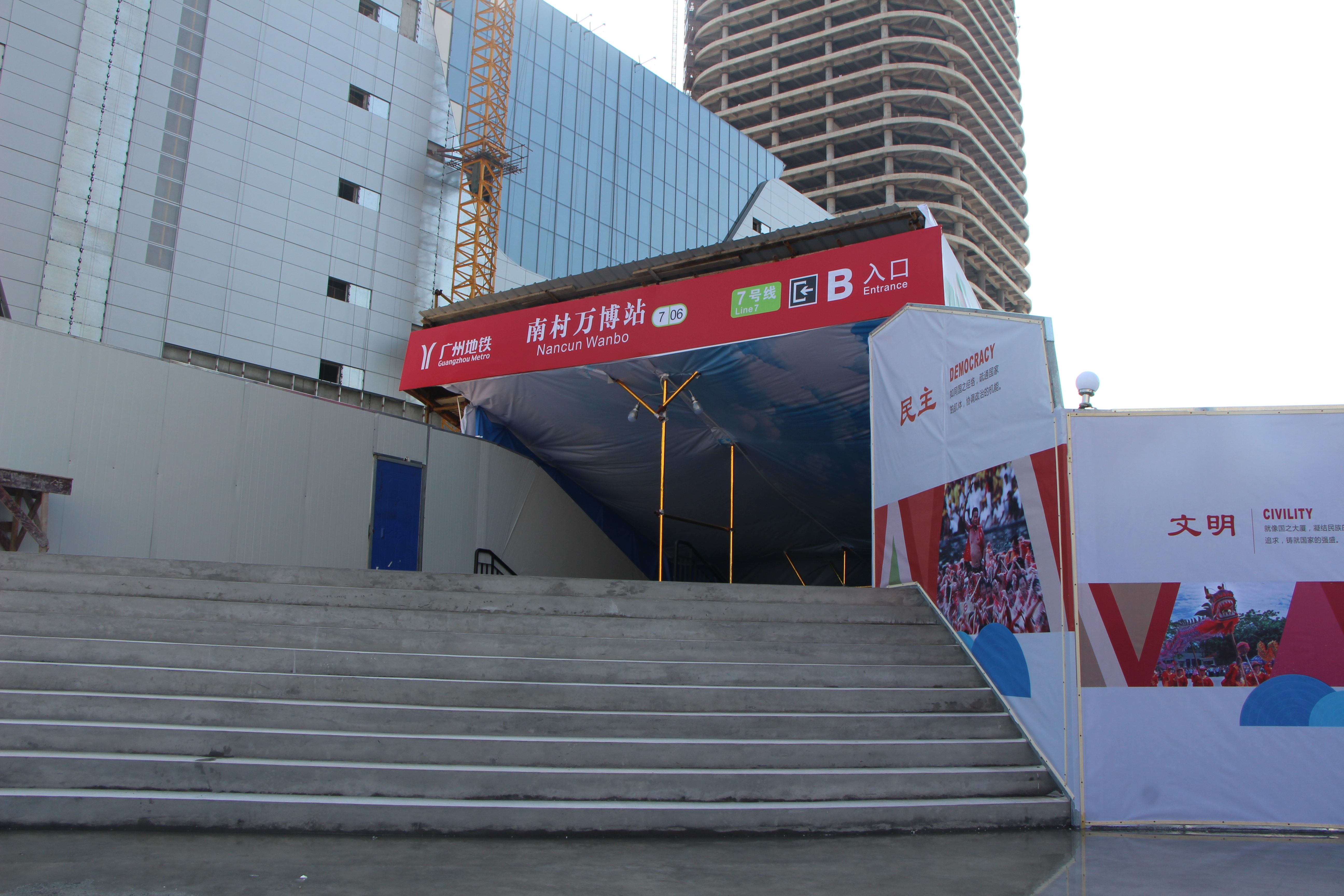
临时搭建时期的B出入口

本站規劃和建設階段的站名為鶴莊站。2014年7月，广州地铁七号线及九号线站名进行批前公示，鹤庄站改名為南村万博站。
2013年4月1日，車站動工。2015年1月初，本站成为7号线首个主體結構封頂的车站。車站於2016年12月28日隨7號線一期開通而啟用。
在车站启用初期，因車站週邊建築和地下空間仍在施工，兩個出入口地面部分均為臨時搭建。加上兩個出入口均通往漢溪大道南側，同時路面仍因地下空間施工而圍蔽，乘客出站後無法直接前往車站北側的萬達廣場等地，需要在A出口出站後步行超過400米，到位於番禺大道上的萬博中心公交站，再轉乘公交車迂迴前往，備受市民詬病。直到2018年6月4日，B出入口旁才新增设临时通道，供乘客步行前往車站北側的万达广场等地。目前，随着南村万博商务区大部分摩天大楼及交通枢纽的建成开业，本站所有出入口均可正常出入，出站后可直接前往各大摩天大楼。
2020年11月4日，18号线车站主体结构封顶。2021年8月，18号线车站的属地管理、调度指挥、设备设施使用管理“三权”移交予运营方。同年9月28日，18号线车站随18号线首通段開通運營而启用。
2022年10-11月疫情期间，本站曾受防控措施影响，于11月28日至11月30日下午暂停进出站，仅保留站内换乘服务。
2024年9月28日起，本站调整为18号线的快车停靠站。

## 未來發展

### 佛山地鐵4號線
佛山地鐵4號線規劃未來二期段延伸進入番禺區，並以南村萬博站為終點站。惟佛山4號線二期為遠期規劃，詳情現時並未明朗。